# NGC 1464
NGC 1464 (ook: NGC 1471) is een spiraalvormig sterrenstelsel in het sterrenbeeld Eridanus. Het hemelobject werd op 1 november 1886 ontdekt door de Amerikaanse astronoom Lewis A. Swift.

## Synoniemen
- PGC 13976
- IRAS 03491-1533